# Wajima-nuri

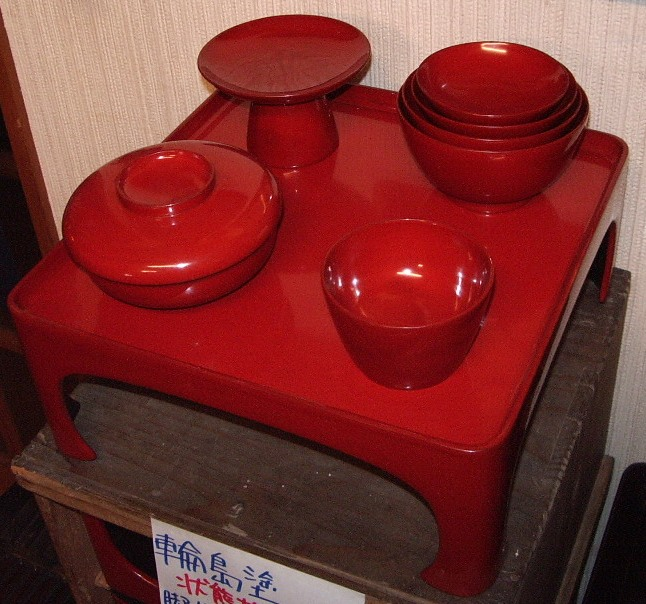
Peças de Wajima-nuri

Wajima-nuri (輪島塗) é um tipo de laca japonesa originária de Wajima, Ishikawa. O Wajima-nuri representa uma forma e estilo de laca distintos de outros tipos de laca japonesa. A principal característica que diferencia o Wajima-nuri é o revestimento inferior durável, obtido pela aplicação de várias camadas de urushi misturado com pó de terra diatomácea (ji-no-ko) sobre delicados substratos de madeira zelkova.

## História
A produção de laca em Wajima remonta a tempos antigos. Produtos de laca de 6.800 anos atrás também foram descobertos nas Ruínas de Mibiki, também localizadas na Península de Noto. Em Wajima, produtos de laca foram escavados nas ruínas de Yadani B, que são remanescentes do Período Heian.
Uma tigela com características da laca Wajima, usando terra diatomácea como base, foi encontrada nas ruínas de Nishikawajima Gunmidate (início do Período Muromachi) em Anamizu-cho, ao sul de Wajima, atravessando as montanhas. A laca Wajima mais antiga sobrevivente é considerada a porta vermelha do antigo salão principal do Santuário Juzo (Kawaimachi, Cidade de Wajima), que teria sido feita em 1524, durante o Período Muromachi.
Diz-se que a técnica atual do Wajima-nuri foi estabelecida durante a era Kanbun no início do Período Edo. Wajima, localizada na ponta norte da Península de Noto, era um porto de escala para navios como o Kitamae-bune, e, nessa época, já havia expandido seus canais de venda aproveitando o transporte marítimo. Também havia comércio terrestre, e a laca Wajima, conhecida por sua robustez, era utilizada em todo o Japão. O chinkin começou no período Kyoho, no meio do Período Edo, e o maki-e, no período Bunsei, no final do Período Edo.
As exportações declinaram devido às guerras Sino-Japonesa e Guerra Russo-Japonesa, mas a laca foi exibida em exposições internacionais e comercializada a preços elevados entre as lacas produzidas nas principais áreas de produção.
Ainda hoje, a laca Wajima é amplamente vendida como laca de alto padrão, e o Museu de Arte da Laca de Wajima, na cidade de Wajima, na província de Ishikawa, tornou-se um ponto turístico. Além disso, estão sendo exploradas aplicações diferentes de tigelas, como a produção de violinos de laca Wajima. Em resposta ao declínio da demanda doméstica e de itens práticos, oficinas como a Unryuan, que produz e vende peças únicas de artesanato para pessoas ricas fora do Japão, e estúdios como Ross Studios, que criam acessórios, estão buscando diversas formas de manter a indústria tradicional.

## Links externos
http://shofu.pref.ishikawa.jp/shofu/wajima_e/index2.html